# Rezza
Rezza (in corso: Scanafaghjaccia) è un comune francese di 54 abitanti (1º gennaio 2017)  situato nel dipartimento della Corsica del Sud nella regione della Corsica.

## Società

### Evoluzione demografica
Abitanti censiti